# هيو هيوز (رسام)
هيو هيوز (بالإنجليزية: Hugh Hughes)‏ (و. 1790 – 1863 م) هو رسام، ومؤلف، ونقاش، ونقاش، وكاتب ويلزي، ولد في خلنددنو، بدأ مشواره المهني سنة 1812، توفي عن عمر يناهز 73 عاماً.